# Scarmagno
Scarmagno là một đô thị ở tỉnh Torino trong vùng Piedmont, có vị trí cách khoảng 35 km về phía đông bắc của Torino, nước Ý. Tại thời điểm ngày 31 tháng 12 năm 2004, đô thị này có dân số 774 người và diện tích là 8,0 km².
Scarmagno giáp các đô thị: Romano Canavese, Perosa Canavese, San Martino Canavese, Vialfrè, Cuceglio, Mercenasco, và Montalenghe.